# Rafael Torres
Rafael Torres (ur. 17 kwietnia 1966 r. w Santiago de los Caballeros) – dominikański bokser, były mistrz świata WBO w kategorii słomkowej.

## Kariera zawodowa
Jako zawodowiec zadebiutował 11 marca 1986 r. Po wygraniu pierwszych 9 pojedynków, otrzymał szansę walki o mistrzostwo świata WBO w kategorii słomkowej. W walce o nowo powstały tytuł WBO, Torres zmierzył się z niepokonanym Kolumbijczykiem Yamilem Caraballo. Dominikańczyk zwyciężył jednogłośnie na punkty, zdobywając tytuł. Do pierwszej obrony przystąpił 31 lipca 1990 r., podejmując Indonezyjczyka Husniego Raya. Torres zwyciężył niejednogłośnie na punkty (114-115, 118-112, 115-114), broniąc tytuł po raz pierwszy.
Dominikańczyk stracił tytuł, nie przystępując do kolejnej obrony. 12 grudnia 1992 r. przegrał pojedynek z byłym mistrzem świata wagi muszej, Jesusem Rojasem. 28 listopada 1993 r. otrzymał kolejną szansę walki o mistrzostwo świata. Jego rywalem o tytuł WBA w kategorii słomkowej był Chana Porpaoin. Torres przegrał przez nokaut w 4. rundzie. Po tej walce stoczył jeszcze 11 pojedynków, z których wygrał zaledwie 4. Ostatnią walkę stoczył 1 listopada 1999 r., przegrywając z Dmitrijem Kiriłłowem.